# Nike Free

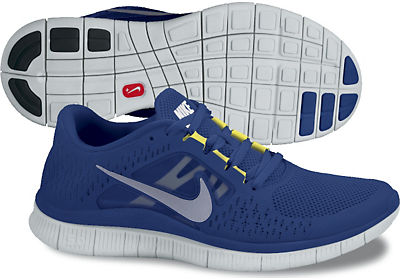
Der Nike Free Run+ 3 von 2012

Nike Free ist der Name einer Sneakerreihe des US-amerikanischen Unternehmens Nike.

## Geschichte
Der Free 5.0 wurde 2004 als erster Nike Free eingeführt. Die Idee hinter ihm war, einen so genannten Barfußschuh zu entwickeln. Er soll durch eine niedrige, ergonomische Schuhsohle das Gefühl imitieren, keine Schuhe zu tragen. Ein weiterer Vorteil dieses Designs sei das zusätzliche Trainieren der Muskulatur beim Bewegen, weswegen er eher für kürzere Läufe ausgelegt ist. Ein weiteres Merkmal aller Nike Free ist die hohe Flexibilität der Sohle, wodurch sich die Schuhe in überdurchschnittlichem Maße biegen lassen. Da er der Schuhgattung der Sneaker angehört, wird er von vielen Besitzern auch im Alltag getragen.
Nach dem 5.0 wurde 2008 der 3.0 mit niedrigerem Vorfuß-Fersen-Versatz eingeführt, der das Barfußgefühl noch besser vermitteln sollte.
2010 wurde das neue Modell des Free 5.0 als Free Run+ eingeführt und war der erste Free mit Nike+ Unterstützung.
Das Modell von 2013 wurde als Free 5.0+ bezeichnet. Im selben Jahr wurde eine Variante des 5.0 mit Flyknit-Obermaterial eingeführt.
2014 entfiel die Unterstützung für Nike+ und der Schuh hieß wieder Free 5.0. Der 3.0 war mit Flyknit-Obermaterial erhältlich, der 4.0 mit Mesh- oder Flyknit-Obermaterial.
2016 wurde die gesamte Modellreihe umbenannt und staffelte sich nun in RN, RN Flyknit und RN Motion Flyknit. Der RN und RN Motion Flyknit können als direkte Nachfolger des 5.0 und 3.0 gesehen werden. Der RN Flyknit ordnet sich zwar wie zuvor der 4.0 in mehrerlei Hinsicht zwischen den beiden Geschwistermodellen ein, doch unterscheidet sich die Sohle nicht vom RN. Damit ist er eher als eine Variation des RN zu sehen und tritt damit auch die Nachfolge des 5.0 an. Diese Generation markiert das vorläufige Ende des 4.0 Sohlendesigns mit 6 mm Vorfuß-Fersen-Versatz.
2019 wurde die Namensgebung wieder geändert. Die Free-Reihe besteht nur noch aus zwei Modellen, dem RN 5.0 und RN Flyknit 3.0.
2021, also rund 10 Jahre nach der ersten Veröffentlichung 2011, war der Free Run 2 wieder erhältlich. Im Gegensatz zu Modellen wie den Air Force 1 oder Air Max 90, welche über Jahrzehnte hinweg verkauft werden, wird die Produktion der Free-Modelle für gewöhnlich nach einem Jahr eingestellt. Der Free Run 2 war in der Hinsicht eine Ausnahme, da er bis 2014 verkauft wurde. Da Nike+ bereits seit 2014 eingestellt ist, besitzt der Schuh diese Funktionalität nicht. Außerdem werden leicht veränderte Materialien verwendet, zum Beispiel ist das Logo an der Ferse nicht mehr gedruckt, sondern genäht. Trotzdem ist er näher am historischen Modell, als der OG '14, welcher eine Neuinterpretation des 5.0 V1 war. Zunächst waren die Farben schwarz und weiß erhältlich, später folgten weitere Farben. Die ID des Free Run 2 (537732) in seinen originären Farben ist in der Größenordnung aus dem Zeitraum um 2011, während neue Farben von 2021 Buchstaben an den ersten beiden Stellen verwenden. Wie heute bei vielen Schuhen von Nike üblich, wurden auch Varianten für ältere Kinder (DD0163), jüngere Kinder (DA2689) und Kleinkinder (DA2692) veröffentlicht.
Neben der Hauptreihe wurden im Laufe der Zeit Ablegermodelle veröffentlicht, wie der Free 7.0, Free Inneva Woven, Free SB, Free RN Distance, diverse auf Training ausgelegte Modelle (Free TR) und viele weitere. Eine verwandte, günstigere Technologie ist Nike Flex mit den Reihen Flex RN, Flex Experience RN und Flex TR.

## Varianten

### 2005–2015
| 5.0           | 5.0            | 5.0                   | 5.0             | 5.0             | 5.0             | 5.0    | 5.0                     |
| Modell        | Sohlenstruktur | Vorfuß-Fersen-Versatz | Obermaterial    | Swoosh-Material | Sohlen-Material | ID     | Gewicht (Schuhgröße 43) |
| ------------- | -------------- | --------------------- | --------------- | --------------- | --------------- | ------ | ----------------------- |
| 5.0 V1 (2005) | viereckig      | 8 mm                  | Stoff           | Stoff           |                 | 308964 |                         |
| 5.0 V2 (2006) | viereckig      | 8 mm                  | Stoff           | Stoff           |                 | 313829 |                         |
| 5.0 V3 (2007) | viereckig      | 8 mm                  | Mesh            |                 |                 | 316474 |                         |
| 5.0 V4 (2009) | viereckig      | 8 mm                  | Mesh            | Retroreflektor  |                 | 354746 |                         |
| Run+ (2010)   | viereckig      | 8 mm                  | Mesh            | Retroreflektor  |                 | 395912 |                         |
| Run+ 2 (2011) | viereckig      | 8 mm                  | Mesh/Kunstleder | Mesh/Kunstleder |                 | 443815 |                         |
| Run+ 3 (2012) | viereckig      | 8 mm                  | Mesh            | Retroreflektor  | EVA             | 510642 | 246 g                   |
| 5.0+ (2013)   | viereckig      | 8 mm                  | Mesh            | Retroreflektor  | EVA             | 579959 |                         |
| Flyknit+      | viereckig      | 8 mm                  | Flyknit         | Flyknit         |                 | 615805 |                         |
| 5.0 2014      | sechseckig     | 8 mm                  | Mesh            | Retroreflektor  | EVA             | 642198 | 234 g                   |
| 5.0 2015      | sechseckig     | 8 mm                  | Mesh            | Retroreflektor  |                 | 724382 | 235 g                   |

| 4.0              | 4.0            | 4.0                   | 4.0          | 4.0             | 4.0             | 4.0    | 4.0                     |
| Modell           | Sohlenstruktur | Vorfuß-Fersen-Versatz | Obermaterial | Swoosh-Material | Sohlen-Material | ID     | Gewicht (Schuhgröße 43) |
| ---------------- | -------------- | --------------------- | ------------ | --------------- | --------------- | ------ | ----------------------- |
| 4.0 V1           | viereckig      |                       |              |                 |                 |        |                         |
| 4.0 V2 (2012)    | viereckig      |                       | Mesh         | Retroreflektor  |                 | 511472 |                         |
| 4.0 V3 (2013)    | viereckig      |                       | Mesh         | Retroreflektor  |                 | 579958 |                         |
| 4.0 V4 (2014)    | sechseckig     |                       | Mesh         | Retroreflektor  |                 | 642197 |                         |
| 4.0 Flyknit 2014 | sechseckig     | 6 mm                  | Flyknit      | Flyknit         |                 | 631053 |                         |
| 4.0 V5 (2015)    | sechseckig     | 6 mm                  | Mesh         | Retroreflektor  |                 | 717988 |                         |
| 4.0 Flyknit 2015 | sechseckig     | 6 mm                  | Flyknit      | Flyknit         |                 | 717075 | 214 g                   |

| 3.0              | 3.0            | 3.0                   | 3.0             | 3.0             | 3.0             | 3.0    | 3.0                     |
| Modell           | Sohlenstruktur | Vorfuß-Fersen-Versatz | Obermaterial    | Swoosh-Material | Sohlen-Material | ID     | Gewicht (Schuhgröße 43) |
| ---------------- | -------------- | --------------------- | --------------- | --------------- | --------------- | ------ | ----------------------- |
| 3.0 V1 (2008)    | viereckig      |                       |                 | Retroreflektor  |                 | 315954 |                         |
| 3.0 V2 (2010)    | viereckig      |                       |                 | Retroreflektor  |                 | 354574 |                         |
| 3.0 V3 (2011)    | viereckig      | 7 mm                  |                 | Retroreflektor  |                 | 453974 |                         |
| 3.0 V4 (2012)    | viereckig      | 4 mm                  | Mesh/Kunstleder | Retroreflektor  | EVA             | 511457 |                         |
| 3.0 V5 (2013)    | viereckig      | 4 mm                  | Mesh            | Retroreflektor  |                 | 580393 |                         |
| 3.0 Flyknit 2014 | sechseckig     | 4 mm                  | Flyknit         | Flyknit         |                 | 636232 |                         |
| 3.0 Flyknit 2015 | sechseckig     | 4 mm                  | Flyknit         | Flyknit         |                 | 718418 | 218 g                   |

### 2016–2018

#### Nike Free Run
Der Unterschied zwischen der Ferse und dem Zehenbereich (englisch heel-to-toe drop, auch „Vorfuß-Fersen-Versatz“ genannt) liegt bei 8 mm. Das Obermaterial besteht aus sogenanntem „Engineered Mesh“, welches von Nike als strapazierfähiger im Vergleich zu „Flyknit“-Obermaterial bezeichnet wird, diesem jedoch im Komfort nachsteht. Charakteristisch ist der Fersenbereich, welcher in verschiedenen Ausprägungen bei allen Modellen unterschiedlich vom Rest des Schuhs gestaltet ist. Darüber befindet sich ein reflektierender Streifen. Die Sohle weist sechseckige Einschnitte auf.

#### Nike Free RN Flyknit
Bei diesem Schuh besteht das Obermaterial aus „Flyknit“, welches gestrickt ist und an Socken erinnert. Die Schnürsenkel werden an sogenannten „Flywires“ befestigt. Die Sohle entspricht weitestgehend der des Free Run.

#### Nike Free RN Motion Flyknit
Der Unterschied zwischen der Ferse und dem Zehenbereich liegt bei 4 mm. Das Obermaterial besteht aus „Flyknit“, besitzt jedoch keine „Flywires“, sondern Kletten, die am Obermaterial befestigt werden. Die Sohle weist oberhalb des Fußabdrucks kleinere Unterschiede zu der des Run und RN Flyknit auf, besitzt jedoch auf der Unterseite das gleiche Design. Die obere Öffnung, durch die der Fuß geführt wird, ist höher und ähnelt noch eher einer Socke, die Öffnung der anderen beiden Varianten besitzt eine für Sneaker klassischere Form.

#### Eigenschaften
| RN        | RN             | RN                    | RN           | RN              | RN              | RN     | RN                      |
| Modell    | Sohlenstruktur | Vorfuß-Fersen-Versatz | Obermaterial | Swoosh-Material | Sohlen-Material | ID     | Gewicht (Schuhgröße 43) |
| --------- | -------------- | --------------------- | ------------ | --------------- | --------------- | ------ | ----------------------- |
| RN (2016) | dreieckig      | 8 mm                  | Mesh         | Retroreflektor  |                 | 831508 | 242,5 g                 |
| RN 2017   | dreieckig      | 8 mm                  | Mesh         | Retroreflektor  |                 | 880839 |                         |
| RN 2018   | sechseckig     | 8 mm                  | Mesh         | Retroreflektor  |                 | 942836 | 299 g                   |

| RN Flyknit        | RN Flyknit     | RN Flyknit            | RN Flyknit   | RN Flyknit      | RN Flyknit      | RN Flyknit | RN Flyknit              |
| Modell            | Sohlenstruktur | Vorfuß-Fersen-Versatz | Obermaterial | Swoosh-Material | Sohlen-Material | ID         | Gewicht (Schuhgröße 43) |
| ----------------- | -------------- | --------------------- | ------------ | --------------- | --------------- | ---------- | ----------------------- |
| RN Flyknit (2016) | dreieckig      | 8 mm                  | Flyknit      | Flyknit         | EVA             | 831069     | 227 g                   |
| RN Flyknit 2017   | dreieckig      | 8 mm                  | Flyknit      | Retroreflektor  |                 | 880843     | 224 g                   |
| RN Flyknit 2018   | sechseckig     | 8 mm                  | Flyknit      | Flyknit         |                 | 942838     | 234 g                   |

| RN Motion Flyknit        | RN Motion Flyknit | RN Motion Flyknit     | RN Motion Flyknit | RN Motion Flyknit | RN Motion Flyknit | RN Motion Flyknit | RN Motion Flyknit       |
| Modell                   | Sohlenstruktur    | Vorfuß-Fersen-Versatz | Obermaterial      | Swoosh-Material   | Sohlen-Material   | ID                | Gewicht (Schuhgröße 43) |
| ------------------------ | ----------------- | --------------------- | ----------------- | ----------------- | ----------------- | ----------------- | ----------------------- |
| RN Motion Flyknit (2016) | dreieckig         | 4 mm                  | Flyknit           | Flyknit           |                   | 834584            | 223 g                   |
| RN Motion Flyknit 2017   | dreieckig         | 4 mm                  | Flyknit           | Flyknit           |                   | 880845            | 234 g                   |
| RN Motion Flyknit 2018   | sechseckig        | 4 mm                  | Flyknit           | Flyknit           |                   | 942840            | 261 g                   |

### Seit 2019
| RN 5.0         | RN 5.0                | RN 5.0                | RN 5.0          | RN 5.0          | RN 5.0          | RN 5.0 | RN 5.0                  |
| Modell         | Sohlenstruktur        | Vorfuß-Fersen-Versatz | Obermaterial    | Swoosh-Material | Sohlen-Material | ID     | Gewicht (Schuhgröße 43) |
| -------------- | --------------------- | --------------------- | --------------- | --------------- | --------------- | ------ | ----------------------- |
| RN 5.0 (2019)  | längliche Einschnitte | 6 mm                  | Mesh/Kunstleder | Mesh/Kunstleder |                 | AQ1289 |                         |
| RN 5.0 2020    | längliche Einschnitte | 6 mm                  | Mesh/Kunstleder | Mesh/Kunstleder | EVA             | CI9921 |                         |
| Run 5.0 (2021) |                       |                       |                 |                 |                 | CZ1884 |                         |

| RN Flyknit 3.0        | RN Flyknit 3.0        | RN Flyknit 3.0        | RN Flyknit 3.0    | RN Flyknit 3.0  | RN Flyknit 3.0  | RN Flyknit 3.0 | RN Flyknit 3.0          |
| Modell                | Sohlenstruktur        | Vorfuß-Fersen-Versatz | Obermaterial      | Swoosh-Material | Sohlen-Material | ID             | Gewicht (Schuhgröße 43) |
| --------------------- | --------------------- | --------------------- | ----------------- | --------------- | --------------- | -------------- | ----------------------- |
| RN Flyknit 3.0 (2019) | längliche Einschnitte | 4 mm                  | Flyknit           | Flyknit         |                 | AQ5707         |                         |
| RN Flyknit 3.0 2020   | längliche Einschnitte | 4 mm                  | Flyknit/Wildleder |                 |                 |                |                         |

### Weitere Modelle
| Modell               | ID     |
| -------------------- | ------ |
| Trainer 5.0          | 308822 |
| 5.0 Premium          | 315403 |
| Everyday+            | 318787 |
| Everyday+ 2          | 354572 |
| 7.0 V2               | 396046 |
| TR2                  | 442031 |
| Waffle               | 443913 |
| Trainer 5.0 V3       | 511018 |
| Run 2 NSW            | 540244 |
| Trainer 3.0 V1       | 553684 |
| Run+ 2 EXT           | 555174 |
| Run 2 Woven          | 573920 |
| Trainer 5.0 V4       | 579809 |
| Inneva Woven SP      | 598384 |
| Trainer 7.0          | 599086 |
| Flyknit NSW          | 599459 |
| Run 2 Sneakerboot    | 616744 |
| Trainer 3.0 V2       | 630856 |
| OG 14                | 642402 |
| Trainer 5.0 V5       | 644671 |
| 3.0 V5 PNT           | 648341 |
| Orbit II SP          | 657738 |
| Trainer 3.0 V3       | 705270 |
| Trainer 5.0 V6       | 719922 |
| Socfly SD            | 724766 |
| Hypervenom 2         | 747139 |
| Trainer 3.0 V4       | 749361 |
| Flyknit Mercurial    | 805554 |
| Inneva Woven II SP   | 813050 |
| RN Distance          | 827115 |
| Train Versatility    | 833258 |
| RN Flyknit Gyakusou  | 844100 |
| RN Distance 2        | 863775 |
| RN 2017 Solstice     | 883295 |
| Hypervenom 3 Flyknit | 898030 |
| Train Virtue         | 898052 |
| Trainer V7           | 898053 |
| TR Flyknit 3         | 942887 |
| TR V8                | AH9395 |
| TR 9 Ultra           | AO0252 |
| X Metcon 2           | AQ8306 |
| RN 5.0 Shield        | BV1223 |
| SB Nyjah Free 2      | BV2078 |
| RN 5.0 JDI           | CI1288 |
| Run Trail            | CW5814 |
| Terra Vista          | CZ1757 |
| Metcon 5 (Herren)    | DV3949 |
| Metcon 5 (Damen)     | DV3950 |
| RN NN (Damen)        | DX6482 |
| Run 5.0 Premium      | DZ3191 |
| RN NN (Herren)       | FB1276 |
| RN NN SE             | FJ1056 |